# Harry Brüll
Harry Brüll (Sittard, 12 aprile 1935 – Sittard, 9 gennaio 2021) è stato un calciatore olandese, di ruolo difensore.

## Carriera
A livello di club, Harry Brüll ha iniziato a giocare nelle file del Roda JC, dove è rimasto fino al 1961, anno del trasferimento al Maastricht. Nel 1963, Brüll è passato al Fortuna '54 con cui ha giocato per tre stagioni, prima di passare al Sittardia. Chiude la carriera nel 1969 dopo aver giocato la sua ultima stagione nel Fortuna Sittard; durante la sua carriera ha vinto una KNVB beker mentre militava nel Fortuna '54.
Ha giocato anche due partite con la maglia della nazionale olandese, la prima il 13 maggio 1959 a Sofia contro la Bulgaria e la seconda il 21 ottobre dello stesso anno a Colonia contro la Germania Occidentale.

## Statistiche

### Cronologia presenze e reti in Nazionale
| Cronologia completa delle presenze e delle reti in nazionale ― Paesi Bassi | Cronologia completa delle presenze e delle reti in nazionale ― Paesi Bassi | Cronologia completa delle presenze e delle reti in nazionale ― Paesi Bassi | Cronologia completa delle presenze e delle reti in nazionale ― Paesi Bassi | Cronologia completa delle presenze e delle reti in nazionale ― Paesi Bassi | Cronologia completa delle presenze e delle reti in nazionale ― Paesi Bassi | Cronologia completa delle presenze e delle reti in nazionale ― Paesi Bassi | Cronologia completa delle presenze e delle reti in nazionale ― Paesi Bassi |
| Data                                                                       | Città                                                                      | In casa                                                                    | Risultato                                                                  | Ospiti                                                                     | Competizione                                                               | Reti                                                                       | Note                                                                       |
| -------------------------------------------------------------------------- | -------------------------------------------------------------------------- | -------------------------------------------------------------------------- | -------------------------------------------------------------------------- | -------------------------------------------------------------------------- | -------------------------------------------------------------------------- | -------------------------------------------------------------------------- | -------------------------------------------------------------------------- |
| 13-5-1959                                                                  | Sofia                                                                      | Bulgaria                                                                   | 3 – 2                                                                      | Paesi Bassi                                                                | Amichevole                                                                 | -                                                                          |                                                                            |
| 21-10-1959                                                                 | Colonia                                                                    | Germania Ovest                                                             | 7 – 0                                                                      | Paesi Bassi                                                                | Amichevole                                                                 | -                                                                          | 58’                                                                        |
| Totale                                                                     |                                                                            | Presenze                                                                   | 2                                                                          |                                                                            | Reti                                                                       | 0                                                                          |                                                                            |

## Palmarès
- KNVB beker: 1

Fortuna '54: 1963-1964